# Lancelot Holland
Lancelot Ernest Holland (Middleton Cheney, 13 settembre 1887 – Stretto di Danimarca, 24 maggio 1941) è stato un ammiraglio britannico.

## Biografia

### I primi imbarchi
Lancelot Holland nacque a Middleton Cheney e crebbe nella zona di Banbury. Il padre, medico, era anche un produttore di birra per la ditta Hunt Edmunds. Il 15 maggio 1902 si arruolò nella Royal Navy. Dopo aver lasciato la HMS Britannia nel settembre 1903, fu arruolato nella China Station per unirsi alla HMS Eclipse. Prestò servizio in Estremo Oriente fino all'agosto 1905. In seguito fu imbarcato sulla HMS Hampshire. Tornato a casa, ebbe un breve imbarco durante l'estate del 1908 sulla nave di rilevamento dell'Ammiragliato HMS Research e tre anni dopo, il 14 settembre 1911, il giovane tenente Holland si unì alla HMS Excellent, la scuola di artiglieria della Royal Navy a Whale Island, Portsmouth per avviare il 'Long Course' che lo avrebbe qualificato come tenente. Dopo essere stato promosso tenente di artiglieria e aver seguito il corso avanzato di artiglieria a Greenwich, Holland passò la prima guerra mondiale come insegnante a bordo della HMS Excellent. Dopo la guerra fu promosso comandante il 31 dicembre 1919 e capitano il 30 giugno 1926. Da maggio 1929 a febbraio 1931, Holland fu capitano di bandiera del 2nd Cruiser Squadron, a bordo della HMS Hawkins. Dal maggio 1931 al settembre 1932, Holland guidò la missione navale britannica in Grecia.

### Ufficiale Superiore
Dopo un periodo nel 1937 come aiutante di campo navale di re Giorgio VI, fu promosso contrammiraglio e divenne comandante del 3rd Battle Squadron della Flotta Atlantica nel gennaio 1938, portando la sua bandiera sulla HMS Resolution e poi comandante del 2nd Battle Squadron, nell'agosto 1939 fu nominato contrammiraglio, con comando sulla Channel Force nel settembre 1939. Divenne poi rappresentante dell'Ammiragliato presso il Ministero dell'Aeronautica.

#### La seconda guerra mondiale
Fu promosso viceammiraglio retrodatato ad agosto 1940 dopo aver comandato la 15 squadra incrociatori durante la battaglia di Capo Spartivento il 27 novembre 1940. 
Il successivo incarico di Holland fu al comando del Battlecruiser Squadron formato da tre incrociatori da battaglia tra cui l'Hood, unico dei tre della Classe Admiral; queste navi erano dotate di armi pesanti (pezzi da 381 mm) ma sacrificavano la protezione dell'armatura per la velocità. Erano un concetto dell'ammiraglio John Fisher prima della prima guerra mondiale. Il pensiero navale convenzionale negli anni '20 e '30 era che l'incrociatore da battaglia era progettato per cacciare le corazzate tascabili o altri incrociatori da battaglia. La Hood fu l'ultimo incrociatore da battaglia costruito dalla Royal Navy. Le navi da battaglia della Classe King George V, con i loro 28 nodi, non erano abbastanza veloce da catturare la nuova corazzata tedesca Bismarck, che eludendo facilmente le navi nemiche si dedicava alla caccia ai convogli.
Alla Hood fu assegnata la missione di fermarla. Nel maggio 1941, la nave da battaglia Bismarck si trovava nell'Atlantico settentrionale, accompagnata dall'incrociatore pesante Prinz Eugen. Holland al comando della Hood, insieme alla nuova nave da battaglia HMS Prince of Wales, partì alla caccia. Il Principe di Galles non aveva avuto il tempo di completare l'addestramento del suo nuovo equipaggio. Il 22 maggio l'HMS Electra, l'HMS Achates, l'HMS Antelope, l'HMS Anthony, l'HMS Echo e l'HMS Icaro, salparono per coprire i porti settentrionali. L'intenzione era di fare rifornimento a Hvalfjord, Islanda, e poi navigare nello stretto di Danimarca. La sera del 23 maggio, il tempo si deteriorò. Alle 20:55, l'ammiraglio Holland a bordo del Hood segnalò ai cacciatorpediniere: "Se non sei in grado di mantenere questa velocità, dovrò andare avanti senza di te". Verso le 05:35, le forze tedesche furono avvistate dalla Hood e, poco dopo, i tedeschi avvistarono le navi britanniche. Nella battaglia dello Stretto di Danimarca, il Hood fu colpito da una bordata della Bismark che spezzò la nave a metà; l'ammiraglio e l'equipaggio, tranne tre uomini, morirono tutti. Uno dei sopravvissuti, Ted Briggs, in seguito dichiarò di aver visto Holland rimanere seduto al suo posto di comando mentre il relitto affondava.
Principe di Galles riuscì ad allontanarsi pur con alcuni danni, tra cui un colpo sul suo ponte che uccise molti dei suoi ufficiali. Una delle salve della Prince of Wales danneggiò i serbatoi di carburante della Bismarck.

## Famiglia
L'ammiraglio Holland era sposato con Phyllis dalla quale ebbe un figlio, John, che però morì di poliomielite all'età di 18 anni nel 1935. 
Al ragazzo la famiglia di Holland fece installare un memoriale nella chiesa parrocchiale anglicana di San Giovanni Battista a Boldre nella New Forest, Hampshire, Inghilterra.